# Kifu
Kifu is een bestuurslaag in het regentschap Kupang van de provincie Oost-Nusa Tenggara, Indonesië. Kifu telt 955 inwoners (volkstelling 2010).